# Asilus barbarus
Asilus barbarus är en tvåvingeart som beskrevs av Carl von Linné 1758. Asilus barbarus ingår i släktet Asilus och familjen rovflugor. Inga underarter finns listade i Catalogue of Life.